# Indianapolis 500 in 1938
De 26e Indianapolis 500 werd gereden op maandag 30 mei 1938 op de Indianapolis Motor Speedway. Amerikaans coureur Floyd Roberts won de race.

## Startgrid
| Rij | Binnen         | Midden          | Buiten        |
| --- | -------------- | --------------- | ------------- |
| 1   | Floyd Roberts  | Russ Snowberger | Rex Mays      |
| 2   | Tony Gulotta   | Chet Miller     | Ted Horn      |
| 3   | Wilbur Shaw    | Babe Stapp      | Mauri Rose    |
| 4   | R. Householder | Frank Brisko    | Louis Meyer   |
| 5   | Joel Thorne    | Herb Ardinger   | Jimmy Snyder  |
| 6   | Bill Cummings  | Frank Wearne    | Chet Gardner  |
| 7   | George Connor  | Shorty Cantlon  | Kelly Petillo |
| 8   | Al Miller      | Al Putnam       | Louis Tomei   |
| 9   | Harry McQuinn  | Tony Willman    | Ira Hall      |
| 10  | Emil Andres    | George Bailey   | Billy Devore  |
| 11  | Henry Banks    | Cliff Bergere   | Duke Nalon    |

## Race
| #                                  | Coureur         | Auto                  | Ronden | Opgave     |
| ---------------------------------- | --------------- | --------------------- | ------ | ---------- |
| 1                                  | Floyd Roberts   | Wetteroth-Miller      | 200    |            |
| 2                                  | Wilbur Shaw     | Shaw-Offenhauser      | 200    |            |
| 3                                  | Chet Miller     | Summers-Offenhauser   | 200    |            |
| 4                                  | Ted Horn        | Wetteroth-Miller      | 200    |            |
| 5                                  | Chet Gardner    | Rigling-Offenhauser   | 200    |            |
| 6                                  | Herb Ardinger   | Miller-Offenhauser    | 199    |            |
| 7                                  | Harry McQuinn   | Marchese-Miller       | 197    |            |
| 8                                  | Billy Devore    | Stevens-Offenhauser   | 185    |            |
| 9                                  | Joel Thorne     | Shaw-Offenhauser      | 185    |            |
| 10                                 | Frank Wearne    | Adams-Offenhauser     | 181    |            |
| 11                                 | Duke Nalon      | Fengler-Miller        | 178    |            |
| 12                                 | George Bailey   | Weil-Duray            | 166    | Mechanisch |
| 13                                 | Mauri Rose      | Maserati              | 165    | Mechanisch |
| 14                                 | R. Householder  | Adams-Sparks          | 154    | Mechanisch |
| 15                                 | Jimmy Snyder    | Adams-Sparks          | 150    | Mechanisch |
| 16                                 | Louis Meyer     | Stevens-Winfield      | 149    | Mechanisch |
| 17                                 | Tony Gulotta    | Stevens-Offenhauser   | 130    | Mechanisch |
| 18                                 | Al Miller       | Miller                | 125    | Mechanisch |
| 19                                 | George Connor   | Adams-Miller          | 119    | Mechanisch |
| 20                                 | Cliff Bergere   | Stevens-Miller        | 111    | Mechanisch |
| 21                                 | Henry Banks     | Miller-Voelker        | 109    | Mechanisch |
| 22                                 | Kelly Petillo   | Wetteroth-Offenhauser | 109    | Mechanisch |
| 23                                 | Louis Tomei     | Miller                | 88     | Mechanisch |
| 24                                 | Bill Cummings   | Miller                | 72     | Mechanisch |
| 25                                 | Russ Snowberger | Snowberger-Miller     | 56     | Mechanisch |
| 26                                 | Bape Stapp      | Weil-Miller           | 54     | Mechanisch |
| 27                                 | Tony Willman    | Stevens-Miller        | 47     | Mechanisch |
| 28                                 | Rex Mays        | Alfa Romeo            | 45     | Mechanisch |
| 29                                 | Emil Andres     | Adams-Brisko          | 45     | Ongeval    |
| 30                                 | Ira Hall        | Nowiak-Studebaker     | 44     | Ongeval    |
| 31                                 | Frank Brisko    | Stevens-Brisko        | 39     | Mechanisch |
| 32                                 | Al Putnam       | Stevens-Miller        | 15     | Mechanisch |
| 33                                 | Shorty Cantlon  | Stevens-Miller        | 13     | Mechanisch |
| Gemiddelde snelheid : 188,615 km/h |                 |                       |        |            |